# Giovanni Ceirano
Giovanni Ceirano (Cuneo, 14 giugno 1865 – La Cassa, 30 marzo 1948) è stato un imprenditore italiano, pioniere  dell'automobile.
Nato a Cuneo nel 1865, Giovanni Ceirano è il secondogenito di tre fratelli che sono considerati i pionieri dell'industria automobilistica italiana.
Molto spesso viene confuso con il fratello maggiore Giovanni Battista Ceirano il terzo fratello si chiamava Matteo, il quarto fratello Ernesto ebbe un ruolo marginale nell'attività pionieristica dei fratelli.
Nelle sue molteplici attività fondò,tra la galassia di aziende dei Ceirano, la casa automobilistica Junior FTA e con il fratello Matteo fonda nel 1903 la "Ceirano Matteo & C" che divenne l'anno successivo la "Itala Fabbrica Automobili".